# Makarska Open 2024 - Doppio
Il doppio femminile del torneo di tennis professionistico Makarska Open 2024, facente parte della categoria WTA 125 nell'ambito del WTA 125 2024, si gioca dal 3 al 9 giugno 2024 a Macarsca, in Croazia. Ingrid Neel e Wu Fang-hsien erano le detentrici del titolo, ma Neel era ancora in gara agli Open di Francia. Wu ha fatto coppia con Valerija Strachova, ma sono state sconfitte nei quarti di finale da Tena Lukas e Kristina Mladenovic.
In finale Sabrina Santamaria e Iryna Šymanovič hanno sconfitto Nao Hibino e Oksana Kalašnikova con il punteggio di 6-4, 3-6, [10-6].

## Teste di serie
1. Valerija Strachova /  Wu Fang-hsien (quarti di finale)

1. Valentini Grammatikopoulou /  Katarzyna Piter (semifinale)

## Wildcard
1. Tena Lukas /  Kristina Mladenovic (semifinale)

## Tabellone

### Legenda
| - Q = Qualificato - WC = Wild card - LL = Lucky loser | - ALT = Alternate - SE = Special Exempt - PR = Protected Ranking | - w/o = Walkover - r = Ritirato - d = Squalificato |

|  | Quarti di finale | Quarti di finale           | Quarti di finale           | Quarti di finale | Quarti di finale |  |  | Semifinali | Semifinali                 | Semifinali | Semifinali                         | Semifinali |   |      | Finale | Finale                        | Finale | Finale | Finale |  |
|  |                  |                            |                            |                  |                  |  |  |            |                            |            |                                    |            |   |      |        |                               |        |        |        |  |
|  | 1                | V Strachova F-h Wu         | V Strachova F-h Wu         | 5                | 4                |  |  |            |                            |            |                                    |            |   |      |        |                               |        |        |        |  |
|  | WC               | T Lukas K Mladenovic       | T Lukas K Mladenovic       | 7                | 6                |  |  | WC         | T Lukas K Mladenovic       | 6          | 5                                  | [8]        |   |      |        |                               |        |        |        |  |
|  |                  | J Malečková C Perrin       | J Malečková C Perrin       | 3                | 2                |  |  |            | N Hibino O Kalašnikova     | 2          | 7                                  | [10]       |   |      |        |                               |        |        |        |  |
|  |                  | N Hibino O Kalašnikova     | N Hibino O Kalašnikova     | 6                | 6                |  |  |            |                            |            |                                    |            |   |      |        | Nao Hibino Oksana Kalašnikova | 4      | 6      | [6]    |  |
|  |                  | S Santamaria I Šymanovič   | S Santamaria I Šymanovič   | 6                | 6                |  |  |            |                            |            | Sabrina Santamaria Iryna Šymanovič | 6          | 3 | [10] |        |                               |        |        |        |  |
|  |                  | A Fomina-Klotz P Thombare  | A Fomina-Klotz P Thombare  | 4                | 0                |  |  |            | S Santamaria I Šymanovič   | 6          | 5                                  | [10]       |   |      |        |                               |        |        |        |  |
|  |                  | L Jeanjean D Semeņistaja   | L Jeanjean D Semeņistaja   | 5                | 5                |  |  | 2          | V Grammatikopoulou K Piter | 3          | 7                                  | [5]        |   |      |        |                               |        |        |        |  |
|  | 2                | V Grammatikopoulou K Piter | V Grammatikopoulou K Piter | 7                | 7                |  |  |            |                            |            |                                    |            |   |      |        |                               |        |        |        |  |